# تحمیدیه
تحمیدیه به معنای حمد و ستایش خداوند یکی از صفاتی است که یک انسان دارای دین، نسبت به خدا دارد.
در اصطلاح عبارت است از مقدمه ای که در آغاز شعرهای فارسی در نیایش خدا و برشمردن نعمات و صفات او آورده می‌شود. از جمله کتب نگارش یافته در این موضوع تحمیدیه در ادب فارسی از غلامرضا ستوده و نیز رساله دکتری حشمت اله آذرمکان با عنوان بررسی تطبیقی تحمیدیه‌ها در منظومه‌های برجسته تا قرن دهم است. کتابی به نام تحمیدیه که مجموعه ای از مشهورترین تحمیدیه‌های اشعار فارسی است نیز توسط لیلا شیرینکام گردآوری شده است.
از برجسته‌ترین نمونه‌های تحمیدیه در شعر و ادب فارسی، می‌توان به دیباچه (مقدمه) گلستان سعدی اشاره کرد.
نکته جالب آنکه در بین منظومه‌های معروف ادبیات فارسی مثنوی معنوی، اثر بزرگ نوشتة مولوی، بدون تحمیدیه است، گرچه مضامین کتاب لبریز از حمد خداست.